# La storia di una capinera (film 1943)
La storia di una capinera è un film del 1943 diretto da Gennaro Righelli.
Il soggetto della pellicola, girata negli studi Titanus, è tratto dal romanzo Storia di una capinera di Giovanni Verga.

## Trama
Maria è una novizia che viene rimandata a casa perché è scoppiata un'epidemia di colera. In campagna, la ragazza che era stata destinata al convento dalla famiglia e non per sua vocazione, si trova a contatto con il figlio dei vicini di casa, Nino. Viene presa da un interesse per lui che ben presto si trasforma in amore, gelosia e possesso. Rimandata in convento, il giovane sposerà la sorellastra e Maria, straziata dal dolore, morirà come una capinera in gabbia.

## Accoglienza

### Critica
Fabrizio Sarazani nelle pagine de Il Tempo dell'11 marzo 1945: